# Raphaël Ghenda
Raphaël Ghenda, est un homme politique de la République démocratique du Congo. Il a été  ministre de l'information dans le Gouvernement Laurent-Désiré Kabila.